# Sumuel
Sumuel, Sumu-El ali Sumu-ilum je bil sedmi amoritski vladar posumerske mestne države Larse, ki je vladal  od 1830  do 1801 pr. n. št..
Nadaljeval je vojno proti Isinu, ki jo je začel njegov njegov predhodnik Gungunum, da bi Isinu zaprl pot do vodnih kanalov.  Letopisi vseh 29 let njegovega vladanja so se ohanili, zato je znano, da je v 4. letu vladanja napadel Akusum in Kazalu, v 5. Uruk, v 8. Pinaratim, v 10. Sabum, v 11. Kiš,  v 15. Kazalu, v 16. pa Nana-Išo in ob koncu vladanja še Umo. Večina krajev so bile majhna vasi ob Evfratu.